# تشومة سيد علوان (حسيني)
تشومة سيد علوان (بالفارسية: چومه سیدعلوان) هي منطقة سكنية تقع في إيران في قسم حسيني الريفي. يقدر عدد سكانها بـ 3,132 نسمة .